# Ligne 1 du métro de Shaoxing
 (décembre 2021).
La ligne 1 du métro du Shaoxing est la première ligne du métro de Shaoxing, de 34,1 km de long avec 25 stations. La construction de la ligne a débuté le 10 juillet 2017, et l’inauguration de la première branche (Guniangqiao-Fangquan) est le 29 avril 2022.
La construction de la section de 20,3 km reliant Shaoxing à Hangzhou, nommée « ligne Hangzhou-Shaoxing inter-ville », a commencé en 2016 et a ouvert le 28 juin 2021. Cette ligne a été fusionnée à la ligne 1.
Une autre branche, qui relie la Gare de Shaoxing-nord et le centreville, est encore en construction. La date d'ouverture de cette phase est prévue l'hiver de 2024. 

## Caractéristiques

### Stations
Voici les stations de ligne 1 du métro de Shaoxing, y compris la section inter-ville à Hangzhou.
| Nom de Station           | Nom de Station                  | Connexions                | Situation | Situation | Situation                      | Date d'ouverture |
| Français                 | Nom officiel                    | Connexions                | Situation | Situation | Situation                      | Date d'ouverture |
| ------------------------ | ------------------------------- | ------------------------- | --------- | --------- | ------------------------------ | ---------------- |
| Fangquan                 | 芳泉 Fangquan                   |                           | Yuecheng  | Shaoxing  | Ligne Principale               | 29 avril 2022    |
| Qihu                     | 栖湖 Qihu                       |                           | Yuecheng  | Shaoxing  | Ligne Principale               | 29 avril 2022    |
| Nanchi                   | 南池 Nanchi                     |                           | Yuecheng  | Shaoxing  | Ligne Principale               | 29 avril 2022    |
| Laojiafeng               | 劳家葑 Laojiafeng               |                           | Yuecheng  | Shaoxing  | Ligne Principale               | 29 avril 2022    |
| Mont Fenghuang           | 凤凰山 Fenghuangshan            |                           | Yuecheng  | Shaoxing  | Ligne Principale               | 29 avril 2022    |
| Boulevard Chengnan       | 城南大道 Chengnan Avenue        | Ligne 3 (en planifié)     | Yuecheng  | Shaoxing  | Ligne Principale               | 29 avril 2022    |
| Luxun ancienne résidence | 鲁迅故里 Luxun Former Residence |                           | Yuecheng  | Shaoxing  | Ligne Principale               | 29 avril 2022    |
| Ville Place              | 城市广场 City Plaza             | Ligne 4 (en planifié)     | Yuecheng  | Shaoxing  | Ligne Principale               | 29 avril 2022    |
| Gare ferroviaire         | 火车站 Railway Station          | Gare de Shaoxing          | Yuecheng  | Shaoxing  | Ligne Principale               | 29 avril 2022    |
| Datan                    | 大滩 Datan                      |                           | Yuecheng  | Shaoxing  | Ligne Principale               | 29 avril 2022    |
| Fenglin                  | 凤林 Fenglin                    |                           | Yuecheng  | Shaoxing  | Ligne Principale               | 29 avril 2022    |
| Place Meishan            | 梅山广场 Meishan Square         | Ligne 2 (en construction) | Yuecheng  | Shaoxing  | Ligne Principale               | 29 avril 2022    |
| Centre d'Olympique       | 奥体中心 Olympic Sports Center  |                           | Yuecheng  | Shaoxing  | Ligne Principale               | 29 avril 2022    |
| Zhangshu                 | 张墅 Zhangshu                   |                           | Yuecheng  | Shaoxing  | Ligne Principale               | Non ouvert       |
| Ville de Huangjiu        | 黄酒小镇 Huangjiu Small Town    |                           | Yuecheng  | Shaoxing  | Ligne Principale               | 29 avril 2022    |
| Rue Jingshui             | 镜水路 Jingshui Road            |                           | Keqiao    | Shaoxing  | Ligne Principale               | 29 avril 2022    |
| Lac Guazhu               | 瓜渚湖 Guazhuhu                 |                           | Keqiao    | Shaoxing  | Ligne Principale               | 29 avril 2022    |
| Place perle              | 明珠广场 Pearl Square           | Ligne 5 (en planifié)     | Keqiao    | Shaoxing  | Ligne Principale               | 29 avril 2022    |
| Ville textile de Chine   | 中国轻纺城 China Textile City   |                           | Keqiao    | Shaoxing  | Ligne Principale               | 28 juin 2021     |
| Boulevard Yuezhou        | 越州大道 Yuezhou Avenue         |                           | Keqiao    | Shaoxing  | Inter-ville Hangzhou- Shaoxing | 28 juin 2021     |
| Rue Jianshui             | 鉴水路 Jianshui Road            |                           | Keqiao    | Shaoxing  | Inter-ville Hangzhou- Shaoxing | 28 juin 2021     |
| Boulevard Linhang        | 临杭大道 Linhang Avenue         |                           | Keqiao    | Shaoxing  | Inter-ville Hangzhou- Shaoxing | 28 juin 2021     |
| Rue Xisha                | 西沙路 Xisha Road               |                           | Keqiao    | Shaoxing  | Inter-ville Hangzhou- Shaoxing | 28 juin 2021     |
| Qianqing                 | 钱清 Qianqing                   |                           | Keqiao    | Shaoxing  | Inter-ville Hangzhou- Shaoxing | 28 juin 2021     |
| Qianmei                  | 前梅 Qianmei                    |                           | Keqiao    | Shaoxing  | Inter-ville Hangzhou- Shaoxing | 28 juin 2021     |
| Yangxunqiao              | 杨汛桥 Yangxunqiao              |                           | Keqiao    | Shaoxing  | Inter-ville Hangzhou- Shaoxing | 28 juin 2021     |
| Yaqian                   | 衙前 Yaqian                     |                           | Xiaoshan  | Hangzhou  | Inter-ville Hangzhou- Shaoxing | 28 juin 2021     |
| Guniangqiao              | 姑娘桥 Guniangqiao              | Ligne 5 de Hangzhou       | Xiaoshan  | Hangzhou  | Inter-ville Hangzhou- Shaoxing | 28 juin 2021     |

| Nom de Station                  | Nom de Station                            | Connexions                                        | Situation | Situation | Situation     | Date d'ouverture     |
| Français                        | Nom officiel                              | Connexions                                        | Situation | Situation | Situation     | Date d'ouverture     |
| ------------------------------- | ----------------------------------------- | ------------------------------------------------- | --------- | --------- | ------------- | -------------------- |
| Ville de Huangjiu               | 黄酒小镇 Huangjiu Small Town              |                                                   | Yuecheng  | Shaoxing  | Ligne Branche | N'est pas en service |
| No. 1 lycée de Shaoxing         | 绍兴一中 Shaoxing No.1 High School        |                                                   | Yuecheng  | Shaoxing  | Ligne Branche | N'est pas en service |
| Yuexiu                          | 越秀 Yuexiu                               |                                                   | Yuecheng  | Shaoxing  | Ligne Branche | N'est pas en service |
| Daqingsi                        | 大庆寺 Daqingsi                           |                                                   | Yuecheng  | Shaoxing  | Ligne Branche | N'est pas en service |
| Gare de Shaoxing-Nord           | 绍兴北站 Shaoxingbei Railway Station      | Gare de Shaoxing-Nord Ligne Airport (en planifié) | Yuecheng  | Shaoxing  | Ligne Branche | N'est pas en service |
| Centre de congrès et exposition | 会展中心 Convention and Exhibition Center |                                                   | Keqiao    | Shaoxing  | Ligne Branche | N'est pas en service |